# Hollie Arnold
Hollie Beth Arnold (Grimsby, 26 giugno 1994) è un'atleta paralimpica britannica appartenente alla classe F46 e specializzata nel lancio del giavellotto.

## Biografia
Nata senza l'avambraccio destro, scopre il lancio del giavellotto giovanissima e sotto la guida della giavellottista olimpica Shelley Holroyd. All'età di 14 anni è la più giovane atleta ad aver mai partecipato ai Giochi paralimpici, quelli di Pechino 2008, dove si classifica undicesima nel lancio del giavellotto F42-46.
Nel 2011 vince la sua prima medaglia iridata: è il bronzo nel lancio del giavellotto F46 ai campionati mondiali paralimpici di Christchurch. L'anno successivo si classifica quinta ai Giochi paralimpici di Londra, per poi conquistare la medaglia d'argento ai campionati europei paralimpici di Stadskanaal 2012, mentre nel 2013 si aggiudica il titolo di campionessa mondiale del lancio del giavellotto F46 ai campionati del mondo paralimpici di Lione.
Nel 2015 ai mondiali paralimpici di Doha è medaglia d'oro e fa registrare anche il record della manifestazione. L'anno successivo torna in pedana ai Giochi paralimpici di Rio de Janeiro, dove oltre alla medaglia d'oro torna a casa anche con il nuovo record mondiale paralimpico del lancio del giavellotto F46 grazie a un lancio 43,01 m, prestazione che migliorerà di un centimetro nel 2017 ai campionati mondiali paralimpici di Londra, aggiudicandosi un'altra medaglia d'oro. Questo stesso anno viene insignita del titolo di membro dell'Ordine dell'Impero Britannico.
Nel 2018 conquista la medaglia d'oro e il record del mondo del lancio del giavellotto F46 con la misura di 44,43 m ai Giochi del Commonwealth, per poi diplomarsi campionessa europea ai campionati continentali di Berlino e nel 2019 è medaglia d'oro ai mondiali paralimpici di Dubai, in entrambi i casi migliorando i record delle due rassegne.
nel 2021 partecipa alla sua terza paralimpiade, in scena a Tokyo, fermandosi al gradino più basso del podio, ma nel 2023 torna a conquistare la medaglia d'oro ai campionati mondiali paralimpici di Parigi 2023, risultato che ripete anche l'anno successivo ai mondiali paralimpici di Kobe. Alle Paralimpiadi di Parigi, sempre nel 2024, conclude la finale al terzo posto.

## Record nazionali
- Lancio del giavellotto F46: 44,43 m  ( Gold Coast, 9 aprile 2018)

## Palmarès
| Anno                                  | Manifestazione                        | Sede                                  | Evento                                | Risultato                             | Prestazione                           | Note                                     |
| In rappresentanza della Gran Bretagna | In rappresentanza della Gran Bretagna | In rappresentanza della Gran Bretagna | In rappresentanza della Gran Bretagna | In rappresentanza della Gran Bretagna | In rappresentanza della Gran Bretagna | In rappresentanza della Gran Bretagna    |
| ------------------------------------- | ------------------------------------- | ------------------------------------- | ------------------------------------- | ------------------------------------- | ------------------------------------- | ---------------------------------------- |
| 2008                                  | Giochi paralimpici                    | Pechino                               | Lancio del giavellotto F42-46         | 11ª                                   | 29,10 m                               |                                          |
| 2011                                  | Mondiali paralimpici                  | Christchurch                          | Lancio del giavellotto F46            | Bronzo                                | 32,45 m                               |                                          |
| 2012                                  | Europei paralimpici                   | Stadskanaal                           | Lancio del giavellotto F46            | Argento                               | 35,54 m                               |                                          |
| 2012                                  | Giochi paralimpici                    | Londra                                | Lancio del giavellotto F46            | 5ª                                    | 36,27 m                               | Miglior prestazione personale            |
| 2013                                  | Mondiali paralimpici                  | Lione                                 | Lancio del giavellotto F46            | Oro                                   | 37,45 m                               | Miglior prestazione personale            |
| 2015                                  | Mondiali paralimpici                  | Doha                                  | Lancio del giavellotto F46            | Oro                                   | 44,73 m                               | Record dei campionati                    |
| 2016                                  | Giochi paralimpici                    | Rio de Janeiro                        | Lancio del giavellotto F45-46         | Oro                                   | 43,01 m                               | Record mondiale                          |
| 2017                                  | Mondiali paralimpici                  | Londra                                | Lancio del giavellotto F46            | Oro                                   | 43,02 m                               | Record mondiale                          |
| 2018                                  | Europei paralimpici                   | Berlino                               | Lancio del giavellotto F46            | Oro                                   | 40,15 m                               | Record dei campionati                    |
| 2019                                  | Mondiali paralimpici                  | Dubai                                 | Lancio del giavellotto F46            | Oro                                   | 44,73 m                               | Record dei campionati                    |
| 2021                                  | Giochi paralimpici                    | Tokyo                                 | Lancio del giavellotto F46            | Bronzo                                | 39,73 m                               |                                          |
| 2023                                  | Mondiali paralimpici                  | Parigi                                | Lancio del giavellotto F46            | Oro                                   | 41,06 m                               | Miglior prestazione personale stagionale |
| 2024                                  | Mondiali paralimpici                  | Kōbe                                  | Lancio del giavellotto F46            | Oro                                   | 40,89 m                               | Miglior prestazione personale stagionale |
| 2024                                  | Giochi paralimpici                    | Parigi                                | Lancio del giavellotto F46            | Bronzo                                | 40,59 m                               |                                          |
| In rappresentanza del Galles          |                                       |                                       |                                       |                                       |                                       |                                          |
| 2018                                  | Giochi del Commonwealth               | Gold Coast                            | Lancio del giavellotto F46            | Oro                                   | 44,43 m                               | Record mondiale                          |